# Crawl (ep)
Crawl er en ep af det svenske dødsmetal-band Entombed der blev udgivet i 1990 gennem Earache Records som en forsmag på det kommende album Clandestine. På denne ep var Orvar Säfström fra Nirvana 2002 vokalist.

## Numre
1. "Crawl" – 5:32
2. "Forsaken" – 3:50
3. "Bitter Loss" – 3:55